# Queendom (programa de televisión)
Queendom (en hangul, 퀸덤; RR, Kwindeom) es un programa surcoreano de supervivencia de telerrealidad emitido por la cadena televisiva Mnet, en donde compiten diversos grupos musicales y solistas femeninas. La primera temporada se emitió del 29 de agosto al 31 de octubre de 2019, todos los jueves a las 21:20 hrs. (KST). En la primera temporada, Mamamoo terminó en primer lugar, mientras que Oh My Girl quedó en segundo lugar.
La segunda temporada, denominada Queendom 2, se estrenó el 31 de marzo de 2022 y fue transmitida en el mismo horario, finalizando el 2 de junio y en donde resultó ganador el grupo WJSN.

## Desarrollo

### Temporada 1
La temática del programa consiste en enfrentar a seis actos musicales femeninos que se encuentren en tendencia, con el objetivo de determinar "el verdadero número uno" cuando los seis actos lancen sus sencillos musicales al mismo tiempo. El acto ganador obtiene un espectáculo promocional exclusivo para su próximo lanzamiento, en el que se presenta la nueva canción junto a sus otras canciones exitosas, siendo arregladas como lo deseen. Dicho espectáculo sería transmitido por Mnet y M2.
La primera temporada del programa duró 10 semanas, del 29 de agosto de 2019 al 31 de octubre de 2019. Esta temporada contó con 3 presentaciones preliminares y 1 etapa de regreso en vivo para cada acto. Los Comeback Singles, que son canciones recién producidas de los 6 actos, se lanzaron simultáneamente el 25 de octubre de 2019 a las 12:00 hrs. (KST). Los puntos digitales acumulados para los sencillos de regreso y los votos en vivo para las etapas de regreso en el episodio final, junto con los puntos acumulados de las 3 presentaciones preliminares, fueron las claves para determinar el ganador final.
La primera temporada fue conducida por Lee Da-hee y Jang Sung-kyu, y el grupo ganador fue Mamamoo, obteniendo así el premio anunciado. Su espectáculo promocional de lanzamiento fue transmitido el 3 de noviembre de 2020 cuando el grupo hizo su regreso con su décimo miniálbum titulado Travel.
| Posición | Participantes | Período de actividad |
| -------- | ------------- | -------------------- |
| 1.º      | Mamamoo       | 2014-presente        |
| 2.º      | Oh My Girl    | 2015-presente        |
| 3.º      | (G)I-dle      | 2018-presente        |
| 4.º      | Lovelyz       | 2014-2021            |
| 5.º      | AOA           | 2012-presente        |
| 6.º      | Park Bom      | 2006-presente        |

### Temporada 2
La segunda temporada de Queendom, también denominada Queendom 2, comenzó el 31 de marzo de 2022 y finalizó el 2 de junio del mismo año, y mantuvo el mismo formato de la primera temporada. Esta vez, el programa fue conducido por la cantante Taeyeon junto a Lee Yong-jin y el grupo ganador fue WJSN, cuyo espectáculo de regreso tuvo lugar el 5 de julio de 2022, cuando el grupo presentó su primer álbum sencillo especial titulado Sequence.
| Posición | Participantes | Período de actividad |
| -------- | ------------- | -------------------- |
| 1.º      | WJSN          | 2016-presente        |
| 2.º      | Loona         | 2016-2023            |
| 3.º      | Viviz         | 2022-presente        |
| 4.º      | Hyolyn        | 2010-presente        |
| 5.º      | Kep1er        | 2022-presente        |
| 6.º      | Brave Girls   | 2011-2023            |

## Temporadas
| Temporada | Temporada | Episodios | Episodios | Emisión original     | Emisión original      |
| Temporada | Temporada | Episodios | Episodios | Primera emisión      | Última emisión        |
| --------- | --------- | --------- | --------- | -------------------- | --------------------- |
|           | 1         | 10        | 10        | 29 de agosto de 2019 | 31 de octubre de 2019 |
|           | 2         | 10        | 10        | 31 de marzo de 2022  | 2 de junio de 2022    |

## Spin-off
- Road to Kingdom (2020): El 5 de marzo de 2020, Mnet confirmó la realización de Road to Kingdom (로드 투 킹덤), un programa de similares características a Queendom, pero que enfrentaría a siete grupos masculinos.[13] El programa se emitió a partir del 30 de abril de 2020, con Lee Da-hee y Jang Sung-kyu presentando el programa nuevamente.[14] El programa contó con la participación de los grupos Pentagon, ONF, Golden Child, The Boyz, Verivery, Oneus y TOO.[15]

- Kingdom: Legendary War (2021): Del 1 de abril al 3 de junio de 2021, se emitió por Mnet Kingdom: Legendary War, segunda parte de Road to Kingdom. Conducido por los miembros del grupo TVXQ, Changmin y Yunho, el programa contó con la participación de los grupos BtoB, iKon, SF9, The Boyz, Stray Kids y Ateez.[16]